# Koniecpol
Koniecpol là một thị trấn thuộc huyện Częstochowski, tỉnh Śląskie ở nam Ba Lan. Thị trấn có diện tích 37 km². Đến ngày 1 tháng 1 năm 2011, dân số của thị trấn là 6201 người và mật độ 168 người/km².